# Sophie Deloche
Sophie Deloche est une productrice de cinéma et de télévision française. 

## Biographie
Sophie Deloche dirige la société Astharté & Cie qu’elle a créée en 2007.  
Elle est vice-présidente de la commission Beaumarchais – SACD, ainsi que membre de la commission exécutive de Procirep et Angoa. Elle est aussi chevalier des Arts et des Lettres.
Sa carrière a commencé au cinéma avec la production de trois longs-métrages dont un film de Francesca Comencini, Annabelle Partagée, en 1991, sélectionné à la Quinzaine des réalisateurs à Cannes.
Elle découvre la télévision avec l'équipe de Véronique Frégosi. Elle y travaille avec entre autres avec Maurice Failevic et Jean-Claude Carrière. Elle continue son parcours de productrice avec Serge Moati chez qui elle produit les premiers films de Pierre Schoeller, Zéro défaut, et de Christophe Honoré, Tout contre Léo, entre autres.
Avec Pascale Breugnot, elle produit pour TF1 la série Le Juge est une Femme pendant quatre ans et initie des séries dont Vérités Assassines écrite par Virginie Brac.
En 2007, elle crée Astharté & Cie.
En 2013, elle a reçu le prix du Producteur français de télévision dans la catégorie Fiction.

### Vie privée
Elle est l’épouse de Charli Beleteau, réalisateur de séries françaises.

## Filmographie partielle

### Cinéma
- 1989 : Un père et passe de Sébastien Grall
- 1991 : Annabelle partagée de Francesca Comencini

### Télévision
- 1994 : Une qui promet de Marianne Lamour (téléfilm)
- 1995 : Le cauchemar d’une mère d'Eric Woreth (épisode de la série télévisée Combats de femme)
- 2001 : Quatre copains de Stéphane Kurc (téléfilm)
- 2002 : Tout contre Léo de Christophe Honoré (téléfilm)
- 2003 : Zéro défaut de Pierre Schoeller (téléfilm)
- 2005-2007 : Le juge est une femme (série télévisée, 3 épisodes : Mauvaise rencontre et La Loi du marché  de Joyce Buñuel ; Feu le soldat du feu de Christian Bonnet )
- 2006 : Tombé du ciel  de Claude Scasso (mini-série)
- 2007 : Vérités assassines d'Arnaud Sélignac (téléfilm)
- 2011 : Hiver rouge de Xavier Durringer (téléfilm)
- 2011 : Vestiaires Saison 1
- 2012 : Comme un air d'autoroute de Vincent Burgevin et Franck Lebon (téléfilm)
- 2013 : Bleu catacombes de Charlotte Brändström (téléfilm)
- 2014- : Vestiaires Libérés (série télévisée)
- 2015 : Jaune Iris de Didier Bivel (téléfilm)
- 2017 : Noir enigma de Manuel Boursinhac (téléfilm)
- 2017 : Parole contre parole de Didier Bivel (téléfilm)
- 2017 : Les Engagés Saison 1
- 2020 : Wara (série)